# Victoria Combalía
Victoria Combalía Dexeus (Barcelona, 1952) es una historiadora, crítica de arte y curadora española.

## Biografía
Licenciada en Historia del Arte en la Universidad de Barcelona (1974), amplió estudios en la École Pratique des Hautes Études de París y cursó los estudios de doctorado en el Instituto de Bellas Artes de la Universidad de Nueva York.
De 1974 hasta 2013 fue profesora de Arte Moderno de la Universidad de Barcelona. Nunca llegó a ser catedrática. Ha ejercido la crítica en distintos medios españoles e internacionales. Es especialista en la obra de Joan Miró —sobre quien ha escrito El descubrimiento de Miró, Miró y sus críticos y Picasso-Miró: miradas cruzadas—, en Antoni Tàpies —Tàpies y Tàpies, los años ochenta—, en arte conceptual (La poética de lo neutro) y en Dora Maar (Dora Maar, la fotografía, Picasso y los surrealistas, a los que siguió en 2013 Dora Maar. Más allá de Picasso),
Entre las exposiciones que ha comisariado cabe destacar «Arte y Modernidad en los Países Catalanes» (Kunsthalle de Berlín, 1978), «Barcelona-París-Nueva York» (1985), «Tàpies, los años ochenta» (1988), «Joan Brossa, 1941-1991» (Museo Nacional Centro de Arte Reina Sofía, 1991), «Ver a Miró. La irradiación de Miró en el arte español» (Madrid, Barcelona y Palma, Fundación la Caixa, y Las Palmas, CAAM, 1993), «Kandisky. La revolución del lenguaje pictórico» (MACBA, 1996), «Cómo nos vemos. Imágenes y arquetipos femeninos» (Hospitalet, Centro Cultural Tecla Sala, y Madrid, Círculo de Bellas Artes, 1998), «Jardín de Eros», (Palacio de la Virreina, Barcelona 1999), «Dora Maar, la fotografía, Picasso y los surrealistas» (Múnich, Haus der Kunst; Marsella, Vieille Charité, y Hospitalet, Centro Cultural Tecla Sala, 2002), «Fotomontaje», (Galería Manuel Barbié, 2007) y «Dora Maar. Nonostante Picasso» (Benecia, 2014).
En 2009 defendió la autenticidad de las obras presentadas por la Galería Manuel Barbié en Feriarte.  Los cuadros resultaron ser falsos, y Barbié se suicidó.  Combalia nunca ha reconocido su error. <https://elpais.com/diario/2009/12/09/cultura/1260313206_850215.html>
En 2017 depositó en el Museo de Arte Contemporáneo de Barcelona quince obras de su colección personal entre las que se encontraban pinturas de Albert Ràfols-Casamada o Eduardo Arroyo.